# بهمن بازرگانی
بهمن بازرگانی فعال سیاسی، نویسنده، از اعضای اولیه و یکی از مسئولان سازمان مجاهدین خلق ایران بوده‌است. بازرگانی را در کنار تقی شهرام، یکی از عوامل اصلی تحول ایدئولوژی سازمان مجاهدین از اسلام به مارکسیسم می‌دانند.

## زندگی شخصی و سیاسی
بهمن بازرگانی در سال ۱۳۲۲ در شهر ارومیه در خانواده‌ای مستضعف زاده شد. تحصیلات خود را تا مقطع دبیرستان در تهران گذراند و پس از قبولی در رشتهٔ مهندسی راه و ساختمان وارد دانشگاه تهران شد. در اوان تحصیل (۱۳۴۴) پس از آشنایی با علی باکری و ناصر صادق وارد سازمان مجاهدین خلق شد و زیرنظر محمد حنیف‌نژاد به فعالیت پرداخت. طولی نکشید که در سازمان مجاهدین ارتقاء پیدا کرد و به یکی از اعضای کادر مرکزی و مسئولان این تشکیلات مبدل گردید. برادر او، محمد بازرگانی نیز از طریق وی وارد سازمان شد و در بهار سال ۵۱ تیرباران شد. 

بهمن بازرگانی مسئولیت‌های مختلفی را در طول حضور خود در سازمان برعهده گرفته بود. او ابتدا مسئول شاخهٔ تبریز شد و پس از آن به همراه گروه خود به گسترش سازمان در مناطق آذربایجان و کردستان کمک کرد. او همچنین یکی از اعضای تأثیرگذار گروه موسوم به «ایدئولوژی» بود. بازرگانی در سال ۱۳۵۱، پس از خروج از محل کار خود توسط مأموران ساواک دستگیر می‌شود و با یک درجه تخفیف به حبس ابد محکوم می‌گردد. بازرگانی و رجوی تنها نفرات اعدام نشدهٔ اعضای ابتدایی سازمان مجاهدین بودند. بازرگانی درنهایت پس از انقلاب اسلامی از سازمان مجاهدین و فعالیت‌های سیاسی فاصله می‌گیرد و به فعالیت علمی و پژوهش مشغول می‌شود.

## تغییر ایدئولوژی
بهمن بازرگانی یکی از اولین نفرات سازمان بود که پیش از تغییر رسمی ایدئولوژی سازمان دچار تحول می‌شود و در سال ۵١ در همان زندان به ایدئولوژی مارکسیسم-لنینیسم گرایش پیدا می‌کند، اما تا پیش از انتشار بیانیهٔ تغییر ایدئولوژی، این تحول را علنی نمی‌کند. 
بسیاری از منابع تاریخی نقش بهمن بازرگانی را در غلبهٔ مارکسیسم و کنار گذاشتن اسلام پررنگ تر از تقی شهرام می‌دانند زیرا که بازرگانی پیش از همه یعنی درسال ۵۱، این ایدئولوژی را انتخاب کرده بود. لازم است ذکر شود که روند تغییر ایدئولوژی سازمان مجاهدین به دو قسمت تقسیم می‌شود: قسمت اول (شروع از اوایل سال ۵۲)، تغییر ایدئولوژی اعضای مرکزی همچون تقی شهرام، بهرام آرام، حسن آلادپوش، حسین احمدی روحانی و دیگران - قسمت دوم (از سال ۵۴ همزمان با انتشار بیانیه اعلام مواضع)، از این سال به بعد به‌طور رسمی و با دستور مرکزیت، مارکسیسم جایگزین اسلام‌گرایی شد.
 با این حال خود بهمن بازرگانی با انتشار کتاب خاطرات خود با عنوان «زمان بازیافته»، تمامی اتهامات مبنی بر نقش وی در مارکسیستی شدن مجاهدین را رد می‌کند و معتقد است که پیشینه و فضای سازمان از ابتدا مارکسیستی بوده و مفهوم اسلام هم تنها پوششی بیش نبوده‌است. او حتی معتقد است که این اتهامات را مسعود رجوی برای تخریب وی ایجاد کرده‌است. 
 بازرگانی همچنین مطرح می‌کند که او از ابتدا منتقد فضای بسته و اقتدارگرایانهٔ سازمان بوده‌است. او استبداد استالینیستی تقی شهرام و کیش شخصیت رجوی را میراث همان مجاهدین بنیانگذار اولیه بالاخص محمد حنیف‌نژاد می‌داند.

## کتابشناسی
- بهمن بازرگانی،  فضای نوین؛ زمینه‌های پیدایش. نشر آمه (۱۳۹۸)
- بهمن بازرگانی،  نقد پلورالیستی . نشر کتاب آمه (۱۳۹۱)
- بهمن بازرگانی،  پارادایم‌ کثرت‌گرا؛ امیدها و بیم‌ها. نشر اختران (۱۳۹۷)
- بهمن بازرگانی،  ماتریس زیبایی: پست مدرنیسم و زیبایی‌شناسی . نشر اختران (۱۳۹۸)
- بهمن بازرگانی و دیگران،  نقد ایراد . نشر فارسی (۱۳۹۸)
- بهمن بازرگانی و امیرهوشنگ افتخاری،  زمان بازیافته. نشر اختران (۱۳۹۷)

### آثار دربارهٔ او
- امیرهوشنگ افتخاری ،  بهمن بازرگانی: گفت‌وگوها، خاطرات و مقالات تحلیلی . نشر نی (۱۳۹۸)